# Carl Adolph Feilberg (journalist)
|  | Ikke at forveksle med hans fætter Carl Adolph Feilberg (læge) |
Carl Adolph Feilberg (21. august 1844 i København – 25. oktober 1887 i South Brisbane) var en danskfødt radikal/liberalt orienteret australsk journalist, avisredaktør og menneskerettighedsforkæmper. Han var chefredaktør for The Brisbane Courier (nu the Courier-Mail og dengang som i dag Australiens tredjestørste dagblad) og dets ugentlige udgave The Queenslander fra 1883 til 1887 og en af de mest indflydelsesrige politiske kommentatorer i samtidens Australien.

## Baggrund og opvækst
Carl Adolph Feilberg var født i en lejlighed i opgangen Borgergade 1 i det indre København men tilbragte barneårene i landstedet Bonne Esperance ved det nuværende Charlottenlund Fort (hans mellemnavn var stavet som Adolph i kirkebøgerne og i hans prisopgave fra 1879, men han brugte ofte "f" i sin signatur). Han var søn af den københavnskfødte søofficer og handelskaptajn Christen Schifter Feilberg og dennes St. Croix-fødte hustru, Louise Adelaide Lindberg (1809-1850). Sidstnævnte var datter af en gammel dansk plantageejerfamilie, og der er mange indikationer, at netop denne historiske baggrund var en medvirkende årsag til, at han senere engagerede sig så stærkt i spørgsmålet om respekten for aboriginernes og melanesieres menneskerettigheder.
På farens side var Feilberg ud af en velrenommeret og indflydelsesrig københavnsk borgerfamilie. Han var bl.a. fætter til journalisten og restauratøren Lorry Feilberg, samt folkemindesamleren Dr. phil. Henning Frederik Feilberg og dermed også dennes søn lægen Professor Carl Adolph Feilberg og han var derfor også nevø til Louise Christine, f. Feilberg hustru til industrimagnaten Anker Heegaard og på sin farmors side beslægtet med bryggeren Carl Jacobsens senere hustru Ottilia, født Ottilia Marie Stegmann (1854-1903).
Da moderen døde af barselsfeber, var den da 6-årige Carl sat i pleje hos sin onkel og moster James og Wilhelmine Caroline Buchanan (født Lindberg), som på daværende tidspunkt levede i Glasgow i Skotland.
Carl Feilberg udannedes på en kostskole i Lincolnshire i Midtengland og tilbragte derefter et år eller to på det velkendte Sct. Omer kollegium i Frankrig, inden han påbegyndte en karriere ved en skibsforsikringsagent under Lloyd's i London. Han ramtes imidlertid af en meget aggressiv tuberkulose og måtte som en sidste udvej udvandre til Queensland i juni 1867 og levede derefter i tre år på fåre-'stations', i de indre og tørre egne i det da af kvæg- og fåreopdrættere nyligt invaderede græsgange i det ydre Barcoo (nær det nuværende Tambo) i det centrale vestlige Queensland, hvor han ernærede sig som bogholder, fårehyrde og lignende.

## Karriere i Australien
I juni 1870 var han kommet sig så meget at han kunne flytte østpå til kystbyen Maryborough, hvor han påbegyndte en karriere som journalist. På et tidspunkt omkring august samme år fandt han ansættelse som medhjælper ved den nyoprettede radikale lokalavis ’Wide Bay and Burnett News’ og det varede ikke længe inden han skrev og redigerede det meste af avisen og allerede i november samme år købte han bladet som han redigerede frem til cirka 1875.
Det var i samme periode og til samme sted, at skandinaviske (især danske) indvandrere begyndte at ankomme med udvandreskibe fra Hamborg og på anden vis i et antal af op mod 6.000, hvilket for Australien, og ikke mindst for Queensland, var et meget stort tal. Danskerne alene voksede hastigt og udgjorde i løbet af får år den anden største ikke-britiske indvandrergruppe på listen over de fremmede, der søgte og fik statsborgerskab i kolonistaten. Queensland og året 1870 markerer således starten på den regulære og af koloniregeringernes udvandreragenter styrede skandinaviske indvandring i Australiens historie. Før 1870 var skandinaviske indvandrere oftest folk, der ankom enkeltvis eller i små grupper på eget initiativ, enkelte var østindiske handelsfolk, andre var eventyrere blandt hvilke der var mange søfolk som rendte fra deres hyre under de store guldfebre i Victoria og New South Wales i 1850'erne.
Det første udvandrerskib med en virkelig stor gruppe af regulære skandinaviske indvandrere, ofte folk der medbragte deres familier, var således det tremastede jernsejlskib Reichstag fra rederiet R.M Sloman & Co i Hamburg, hvis passagerer udskibedes netop på bygden Maryboroughs lille havnemole den 10. marts 1871. Carl Feilberg, som var en ud af en håndfuld på omkring fire til fem skandinaver i området (alle danske), var som journalist tilstede ved ankomsten og interviewede flere af de nyankomne på sit givet noget gebrokne dansk. Mere eller mindre ufrivilligt blev han derfor hurtigt et samlingspunkt for de nyankomne, som oftest ikke talte engelsk eller forstod sig på britisk kultur, og naturligvis slet ikke forstod sig på liv og forhold i de australske kolonier. Reichstag medbragte 326 tyske og schweiziske passagerer hvoraf skandinaverne med 150 (125 danske og 25 svenske) udgjorde den største enkelt-gruppe, en meget stor gruppe som med ankomsten af yderligere to skibe inden for få måneder voksede til over fem hundrede mennesker alene i Maryborough. Carl Feilberg blev derfor organisator og manden der formulerede lovene bag etableringen af en gensidig sygekasseforening kaldet '’The Scandinavian Society’' som derefter stiftedes på ’’Queens Hotel’’ i Maryborough den 28. juli 1872. Det var den første forening af sin art i Queensland, den blev hurtigt et samlingspunkt for alle mulige aktiviteter blandt skandinaverne hvoraf de fleste var unge mænd først i tyverne. Flere medlemmer af denne forening drog sydpå til Brisbane hvor enkelte den 23. september samme år deltog i stiftelsen af yderligere en forening i Brisbane(The Scandinavian Union, som stadig eksistere under navnet Heimdal) med anvendelse af det selv samme engelsksprogede foreningsregulativ som var formuleret af Carl Feilberg og godkendt af de lokale myndigheder kun få måneder tidligere.
Feilberg var dybt engageret i kampen mod brugen af 'kanakas' (melanesisk arbejdskraft) på sukkerplantagerne omkring Maryborough, som han og mange andre betegnede som en skjult genindførelse af 'negerslaveriet'. Det bør tilføjes at hans konstante sammenligning mellem denne trafik og 'negerslaveriet' i Vestindien mere end bare antyder at hans egen familiemæssige baggrund i Dansk Vestindien havde en ikke uvæsentlig indflydelse på hans holdning hvad dette angår. Kampen mod dette 'slaveri' og en relateret kamp for indførelse af almen valgret med een mand een stemme, kostede ham en mængde retssager med anklager om 'æreskrænkelse'. Kampen for valgretten lykkedes, ligesom kampen for at få en ny liberalt-sindet repræsentant fuldbyrdedes i 1873. Han vandt også alle retssagerne, men omkostningerne, rejserne til retshuset i Brisbane, og en lokal politisk motiveret boykot mod mod reklamer i hans avis, knækkede ham til sidst økonomisk. Det var en klassiks avisbankerot for perioden, hvorefter han måtte overlade ejerskabet af sin avis til den sætter han ikke havde kunnet lønne ordentligt i meget lang tid. I stedet tog han imod et tilbud fra Cooktown hvor han fra september 1876 til juni 1877 var redaktør for ’The Cooktown Courier’. Fra februar 1878 til januar 1879, medejer og redaktør af det radikale dagblad ’The Queensland Patriot’ (senere Brisbane ’Daily News’) og derefter som en tiltagende indflydelsesrig politisk kommentator og lederskribent ved ’The Brisbane Courier’ og redaktør for dets ugentlige udgave ’The Queenslander’ fra januar 1879 til december 1880. Halvanden år efter at have gennemført en omfattende ni måneder lang kampagne for Aboriginernes rettigheder i ’The Queenslander’ (senere udgivet som pamfletten The Way We Civilise, se næste afsnit), så han sig nødsaget til at søge arbejde uden for kolonien Queensland. Han var derefter underredaktør ved ’The Melbourne Argus’ fra juni 1882 til juli 1883, men under opholdet i Melbourne blev han igen ramt af tuberkulose og han var i realiteten en dødsmærket mand, da han modtog tilbuddet om at blive chefredaktør for Queenslands ledende dagblad ’The Brisbane Courier’ og ’The Queenslander’ fra september 1883 til han døde i sit hjem "Claraville", beliggende nær hjørnet af Cordelia og Peel Street i South Brisbane, den 25. oktober 1887.

## Aboriginernes Menneskerettigheder
Carl Feilbergs journalistik havde en usædvanlig bredde og han var uden sammenligning den mest fremtrædende politiske kommentator i Queensland og en af de højest rangerende i Australasien i hans egen tid. Hans mange avisledere og artikler omhandlede især politisk økonomiske spørgsmål, jernbaner, kinesisk og europæisk indvandring, jordfordeling og lignende problemstillinger men afspejler også en for hans tid usædvanlig miljøbevidsthed, han skrev således adskillige dybtgående artikler der argumenterede for nødvendigheden af at gribe ind over for rovdrift på naturgrundlaget, bæredygtig skovdrift og landbrug, faren for jorderosion m.v. Men hans væsentligste bidrag til Australiens historie er den i dag ofte citerede pamflet The Way We Civilise; Black and White; The Native Police fra 1880, af den indflydelsesrige australske historiker professor Dr Henry Reynolds betegnet som (citat):- "et af de mest indflydelsesrige politiske kampskrifter i Australiens historie..."
Den oftest citerede artikel fra denne pamflet var fra en ledende der åbnede en kampagne for indfødte rettigheder i ugeavisen "the Queenslander" 1 maj 1880 med ordene (i oversættelse til dansk):
"...Sådan, og med anvendelse af jævne ord, omgås vi vores indfødte: Når et nyt område tages i besiddelse, behandles de oprindelige beboere på præcist samme måde som de vilde dyr og fugle nybyggerne måtte finde på et dette sted. De indfødtes liv og ejendele, redskaber, fiskenet, kanoer og våben. Ting som for dem repræsenterer lige så meget arbejdsværdi som husdyrhold og bygninger repræsentere for den hvide nybygger, bliver fra da anset for at være til ubegrænset rådighed for europæerne. Deres ejendele bliver beslaglagt, deres børn bortføres med magt, deres kvinder kidnappes, fuldstændig efter de hvide mænds lune og forgodtbefindende. Den mindste antydning af modstand bliver øjeblikkelig besvaret med en riffelkugle. Mere end det, det første møde mellem de sorte og hvide er oftest markeret med nogle uprovokerede mord på de førstnævnte – for dermed at sætte gang i arbejdet med at ”civilisere” dem. ...."
Feilbergs 1880-pjece opnåede sin største indflydelse i samtiden under New Guinea krisen i 1883. Henry Reynolds og den danskfødte politiske historiker Ph.d. Robert Ørsted-Jensen påviser således, at den fra da af blev emne for global storpolitik. Udgangspunktet var en mindre privat brevveksling mellem Carl Feilberg, som da levede i en slags eksil i Melbourne, og den indflydelsesrige tidligere britiske generalguvernør og højkommissær for Stillehavsregionen Sir Arthur Gordon.
Sir Arthur og fremtrædende medlemmer af Storbritanniens daværende menneskerettighedsorganisationer The Aborigines Protection Society og The Anti Slavery Society anvendte efterfølgende Feilbergs pjece som politisk hovedargument mod Queenslands indflydelse i regionen og dette gjorde klart et meget stort indtryk blandt ledende politikere på begge sider af samtidens britiske politik. Queenslands og de øvrige australske koloniers status som selvstyrende hindrede enhver tanke om direkte indgriben fra London i hvad man opfattede som Queenslands indre anliggender, men der var ingen problemer når det gjaldt indgriben i kolonistatens politiske indflydelse og udviklingstendenser uden for Australiens og Queenslands territoriale grænser.
Det kan således påvises at pjecen var hovedårsagen til den britiske regering efterfølgende afviste Queenslands annektering af Papua New Guinea i april 1883. Sir Arthurs brug af Feilbergs pjece var klart afgørende for den liberale britiske premierminister William Gladstone afvisende beskrivelse af Queensland som 'dybt upålidelig', i et internt memorandum til ministeren for kolonierne Lord Derby i maj 1883. Tilsvarende var det også afgørende for den konservative skyggekoloniminister Lord Carnarvons udtalelse i det britiske overhus i juni 1883 at Queensland egenrådige annektering måtte afvises 'både for imperiets og for de indfødtes skyld'. Der er heller ikke tvivl om at pjecen spillede en ikke uvæsentlig rolle bag tilrettelæggelsen af det efterfølgende britiske protektoratsstyres beskyttelse af de indfødtes jordrettigheder i det sydøstlige New Guinea fra november 1884.

## Eftertiden
I de seneste fem årtier har Feilbergs anonyme pamflet opnået en ret fremtrædende position i Australiens historiske opgør med kolonitidens ofte uhyrlige udskejelser overfor urbefolkningen. Den citeres således både direkte eller indirekte i de fleste værker og TV dokumentarprogrammer der vedrører forholdet mellem de hvide nybyggere og aboriginerne i kolonitidens Australien. Feilberg citeres endog også i den velkendte og stærkt omdiskuterede rapport om den såkaldte 'stjålne generation', vedrørende de Australske regeringers systematiske tvangsfjernelse af indfødte børn i det tyvende århundrede.
Francis Adams (Francis William Lauderdale Adams 1862-1893), velkendt australsk poet, radikal journalist og ven udtalte følgende ved Feilbergs begravelse i Toowong kirkegården i Brisbane i oktober 1887:
"Han var en soldat i bogstavernes og lysets hær som hans kammerater kan være stolt af. Hans blik var rettet mod de blivende sandheder i menneskelivet – mod retfærdighed og barmhjertighed, mod tillid og kærlighed – og han stod fast. Han følte, som så mange af os føler, at de gamle værdier og symboler ikke har set noget nyt i hans egen tids følelses- og tankeverden. Al ære til det tapre hjerte som uden håb om retfærdiggørelse, uden håb om gevinst i tilværelsen eller det gamle håb om at belønning i det hinsides, aldrig gav køb på én eneste krumme af tro på det smukke og nødvendigheden af det gode, det noble og det sande! … Det er (derfor) ikke kun med sorg vi tænker på denne mand, vores kære døde kammerat: nej, men med den kærlighed for det han var og den stolthed over det han gjorde, som stjæler sejren fra døden og gør den fornedrede til en der er rejst op."

## Journalistiske, skønlitterære og øvrige litterære bidrag
Carl Feilbergs styrke var hans arbejde som politisk kommentator og lederskribent for Australske aviser fra provinsaviser som The Wide Bay and Burnett News (cirka oktober 1870 til 1875, som desværre kun kendes fra citater i andre samtidige aviser) og Cooktown Courier (fra september 1876 til juni 1877), til det radikale The Queensland Patriot (fra februar 1878 til januar 1879), og Queenslands førende dagblad The Brisbane Courier og dets ugentlige udgave The Queenslander (sporadisk i perioden 1875 til februar 1878, intensivt fra januar 1879 til januar 1881 & som chefredaktør fra juli 1883 til september 1887) og som Brisbane korrespondent for kolonistaten Victorias da ledende avis The Argus i Melbourne (fra 1880 til juli 1882, og herefter som ’sub-editor’ på samme fra juli 1882 til juni 1883). Feilberg var således 'The Abstainer', skribenten bag den parlamentarisk politiske klumme 'Political Froth' og den satiriske politiske klumme 'Specialities' i The Queenslander fra januar 1879 til maj 1882. Men ved siden af dette var han korrespondent og skrev artikler til førende tidsskrifter som The Australasian, Vanity Fair og andre, og i enkelte tilfælde Britiske aviser som The Times og The Pall Mall Gazette hvorfra en enkelt artikel senere genoptryktes i The New York Times (en artikel i Berlingske Tidende fra 1885 dokumentere at han af og til også skrev til Danske myndigheder og aviser). Ved siden af dette var han forfatter til selvbiografiske artikler og en mængde ofte overraskende naive og romantiske fortællinger fra livet i den australske ’outback’.
Særlig bemærkelsesværdig blandt de sidste er den eneste roman fra hans hånd, 'A Strange Exploring Trip’ (fra 1876 ), som samtidige mente havde en vis lighed med Henry Rider Haggards 'Kong Salomons Miner' (fra 1885), selvom den nok mest af alt hentede inspiration fra Jonathan Swifts 'Gulliver's Rejser' (fra 1726). Denne roman skal læses som en illustration og et forsøg på at stille spørgsmål ved troende kristne konstante brud og svigt hvad angår det han så som det vigtigste princip i den kristne lære, den gyldne regel eller næstekærligheden.
Feilbergs skønlitterære produktion var populær læsning bland samtidens jævne nybyggere, ikke mindst fordi han brugte velkendte typer og situationer, samt personlige oplevelser fra livet i det ydre Barcoo og andre steder i Central Queensland i 1860’erne og fra Cooktown og de store guldfebre i Nord Queensland i 1870’erne. Hans samtidige popularitet som skønlitterær skribent er vel illustreret i det ansete The Illustrated Sydney News som i december 1886 annoncerede trykningen af hans seneste novelle med ordene ‘Hr Carl Feilberg, Queenslands den uforlignelige fortæller’.
Af særlig interesse for den danske læser er novellen 'My Mate's Locket' (min vens lommeur) trykt i novellesamlingen ’Australian Stories in Prose and Verse’, med undertitlen ’fjorten fortællinger af ledende Australske forfattere’. En fortælling om kærlighed og håb, hvori hovedpersonen er en rodløs ung dansk udvandrer og veteran fra 1864 krigen.
De fleste af disse litterære frembringelser var signerede 'CF' men enkelte var trykt uden signatur, hvad var meget almindeligt i aviser og tidskrifter denne periode, ophavet afsløres både af stil og indhold og af senere levninger af samtidige skribenter, som i enkelte tilfælde arbejde for ham eller var nære personlige venner. Nedenstående gengiver et repræsentativt udvalg af disse beretninger, levneds- og skønlitterære produktioner, oftest trykt i samtidige aviser som i dag er tilgængelige på nettet via Australiens National Bibliotek.
- ‘Some Queensland Pioneers’ en serie på ti artikler om livet blandt nybyggere i Queensland, signeret 'CF' (30 Dec 1882 to 30 June 1883) trykt i The Australasian.
- ‘A Strange Exploring Trip’ – kapitel I-XVIII af ‘Old Harry’, a mindre serialiseret roman trykt i lørdagsudgaven af The Brisbane Courier (og The Queenslander) fra den 15 april til den 7 oktober 1876.
- ‘To The Red Barcoo' by ‘* * *’ (usigneret) The Queenslander, Tillæg, 24 February 1877, pp. 1d-4a.
- ‘Miami – A Tale told by the Sea’ af 'CF' The Queenslander Jule-tillæg,’ 22 December 1877, pp. 10-11.
- ‘Dividing Mates’ af 'CF' The Queenslander Jule-tillæg,’ 14 December 1878.
- ‘Jeannie’ af 'CF' The Queenslander Jule-tillæg,’ 20 December 1879, pp. 1-3.
- ‘Drift’ af 'CF' Queenslander Jule-tillæg,’ 25 December 1880, pp. 10–12.
- ‘Our Friend the Captain’ af 'CF' – historien om en charmerende landevejsrøver i Central Queensland, som på flere punkter bygger på samtidige og nu historiske skikkelser Queenslander ‘Jule-tillæg’ 19 december 1885, siderne 7-8.
- 'A Curl of a Woman's Hair’ af 'Carl Feilberg', Illustrated Sydney News, Jule Edition, December 1886.
- 'My Mate's Locket' af Carl A. Feilberg, i Turner, Charles (Illustrator & Ed.): Australian Stories in Prose and Verse, Melbourne (Cameron, Laing) 1882, 105 pages, ill., fjorten historier af (cit.) ‘leading Australian writers, viz Frank Morley, Henry Kendall, Marcus Clarke, N. Walter Swan, R. P. Whitworth, Donald Cameron, Carl A. Feilberg, Charles Turner, and Janet Carrol.’

Enkelte historier, i nogen tilfælde uafsluttede fortællinger, tryktes efter hans død i den radikale- og arbejderbevægelses orienterede fjortendags avis The Queensland Boomerang (som endnu ikke er tilgængeligt on line), de er:
- ‘Camp Fire Yarns’, 3 december 1887.
- ‘Attacked by the Blacks’, 17 december 1887.
- ‘The Evil Eye’, 24 december 1887 and 7 januar 1888.
- ‘His Colonial Experience’, 4 februar 1888 and 11 marts 1888.

## Anbefalet læsning
- Evans, Raymond: A History of Queensland, Cambridge 2007, 321 pages, ill.
- Reynolds, Henry: The Other Side Of The Frontier, Townsville 1981, 255 pages.
- Reynolds, Henry: Frontier – Aborigines, Settlers and Land, NSW 1987, 234 pages.
- Reynolds, Henry: With the White People: the crucial role of Aborigines in the exploration and development of Australia, Ringwood, Victoria 1990, 288 pages, ill.
- Reynolds, Henry: The Law of the Land, Ringwood, Victoria 1992, 249 pages.
- Reynolds, Henry: Why Weren’t We Told? – A Personal Search for the Truth about our History, Ringwood Vic. 1999, 264 pages.
- Reynolds, Henry: Nowhere People – How international race thinking shaped Australia’s identity, Viking, NSW 2005, 278 pages.
- Rowley, Charles Dunford: 	THE DESTRUCTION OF ABORIGINAL SOCIETY, Sydney 1972 (first edi-tion Canberra 1970) 430 pages, ill. & bibliography.
- Stanner, Bill (William Edward Hanley): The Dreaming & other Essays, Melbourne 2009, 290 pages, a collec-tion of Essays (which includes the 1968 Boyer lecture above) introduced by Robert Manne.
- Wright, Judith Arundell: The Cry For The Dead, Melbourne 1981, 303 pages.
- Ørsted-Jensen: Robert: Frontier History Revisited: Colonial Queensland and the 'History War', Brisbane 2011, 284 pages, ill. ISBN 978-1-4663-8682-2

## Eksterne Links
- The Way We Civilise A series of articles and letters Reprinted from the ‘Queenslander’ (Brisbane, December 1880) (kan læses direkte på i digitaliseret udgave på 'Australian National Library' det Australske National Biblioteks webside)
- Feilberg, Carl Adolf Arkiveret 13. juni 2012 hos  Wayback Machine — Brisbane City Council Grave Location Search
- Her kan man læse originalen til den mest citerede af Feilbergs ledere fra The Queenslander, den 1. maj 1880, som den tog sig ud i samtidens aviser. På samme webside findes også flere af de øvrige artikler og noveller som er nævnt ovenfor. Vær opmærksom på at politiske kommentarer og avisledere var enten usignerede eller skrevet under generelle pseudonymer som f.eks. The Abstainer og at skønliterære artikler oftest kun bar signaturer som f.eks. 'C.F.', eller fortællingen A Strange Exploring Trips 'Old Harry' og lignende)